# Лос-Фреснос (округ Вебб, Техас)
Лос-Фреснос (англ. Los Fresnos) — переписна місцевість (CDP) в США, в окрузі Вебб штату Техас. Населення — 67 осіб (2010).

## Географія
Лос-Фреснос розташований за координатами 27°37′1″ пн. ш. 99°12′29″ зх. д. / 27.61694° пн. ш. 99.20806° зх. д. (27.616942, -99.207979).  За даними Бюро перепису населення США в 2010 році переписна місцевість мала площу 0,47 км², уся площа — суходіл.

## Демографія
Згідно з переписом 2010 року, у переписній місцевості мешкало 67 осіб у 17 домогосподарствах у складі 16 родин. Густота населення становила 143 особи/км².  Було 30 помешкань (64/км²).
Расовий склад населення:
| - 65,7 % — білих - 34,3 % — осіб інших рас |

До двох чи більше рас належало 0,0 %. Частка іспаномовних становила 98,5 % від усіх жителів.
За віковим діапазоном населення розподілялося таким чином: 37,3 % — особи молодші 18 років, 53,7 % — особи у віці 18—64 років, 9,0 % — особи у віці 65 років та старші. Медіана віку мешканця становила 26,8 року. На 100 осіб жіночої статі у переписній місцевості припадало 103,0 чоловіків;  на 100 жінок у віці від 18 років та старших — 100,0 чоловіків також старших 18 років.
За межею бідності перебувало 36,1 % осіб, у тому числі 62,5 % дітей у віці до 18 років та 0,0 % осіб у віці 65 років та старших.
Цивільне працевлаштоване населення становило 22 особи. Основні галузі зайнятості: публічна адміністрація — 36,4 %, транспорт — 31,8 %, роздрібна торгівля — 31,8 %.